# Angk Snuol
Angk Snuol (tiếng Khmer: ស្រុកអង្គស្នួល) là một huyện (srok) thuộc tỉnh Kandal, Campuchia.Huyện được chi thành 16 xã (khum) và 307 làng (phum).